# Zürcher Hochschule für Angewandte Wissenschaften
Die ZHAW Zürcher Hochschule für Angewandte Wissenschaften (englisch Zurich University of Applied Sciences) ist eine Mehrsparten-Fachhochschule im Kanton Zürich. Mit derzeit über 14'500 Studierenden ist sie nach der ETH Zürich und der Universität Zürich die drittgrösste Hochschule im Kanton Zürich. Hauptstandort ist Winterthur, weitere Standorte sind Wädenswil und Zürich.

## Geschichte

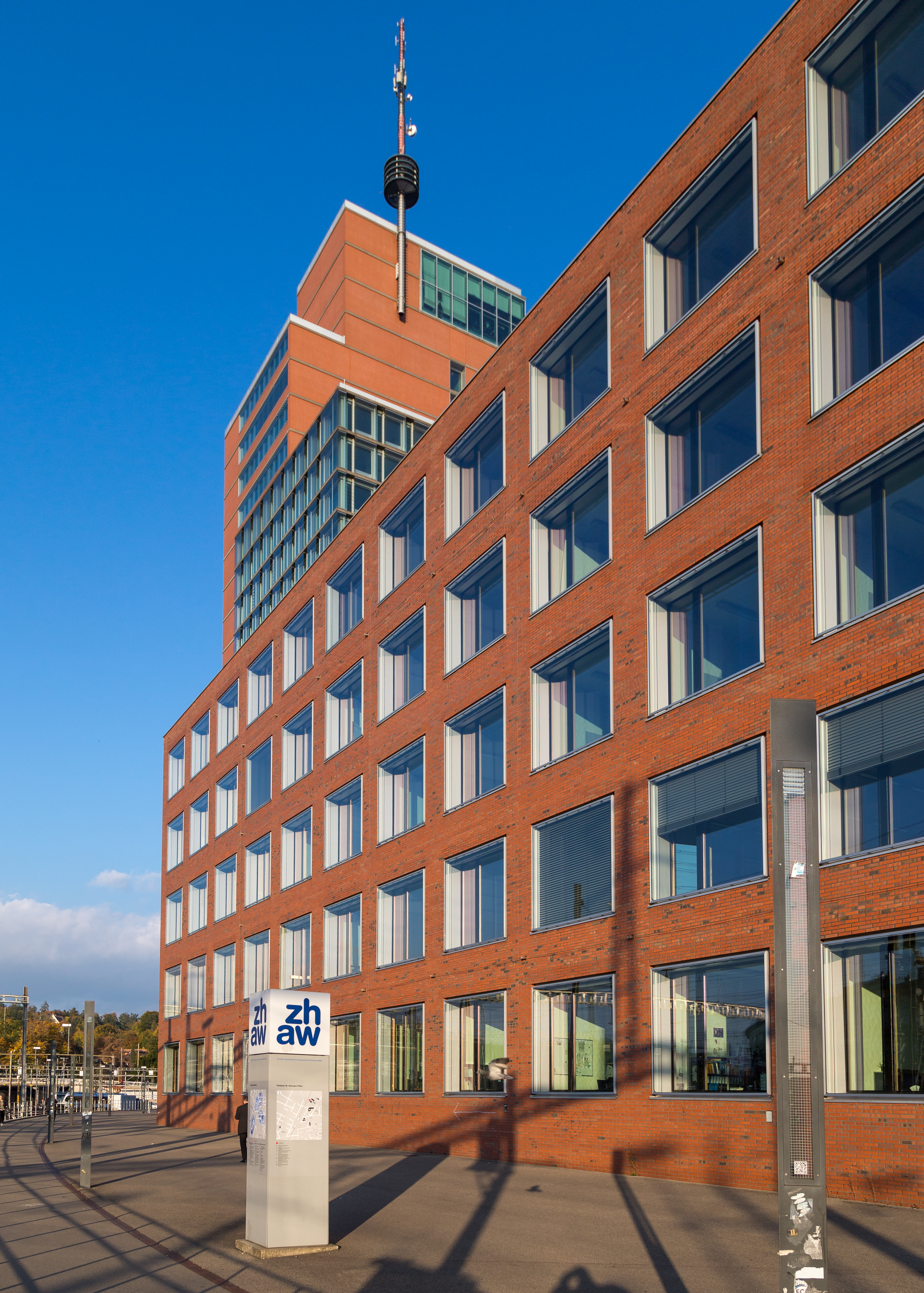
ZHAW Campus St. Georgenplatz Winterthur

Die ZHAW entstand im September 2007 aus der Fusion der Zürcher Hochschule Winterthur (ZHW), der Hochschule Wädenswil (HSW), der Hochschule für Angewandte Psychologie Zürich (HAP) und der Hochschule für Soziale Arbeit Zürich (HSSAZ). Erster Rektor wurde Werner Inderbitzin.
Die ehemalige Zürcher Hochschule Winterthur (ZHW) entstand 1998 aus dem Zusammenschluss der Technikum Winterthur (Ingenieurschule) (TWI) und der Zürcher Höheren Wirtschafts- und Verwaltungsschule (HWV) Winterthur. Seit Anfang 2000 gehörten auch die Dolmetscherschule Zürich (DOZ) und seit 2006 der neue Fachhochschulbereich Gesundheit dazu. Anfang 2012 wurde die zuvor private Hochschule für Technik Zürich (HSZ-T) kantonalisiert und in die ZHAW integriert.
Die drei Vorgängerschulen der ZHW blicken auf eine traditionsreiche Vergangenheit zurück:
- Das 1874 gegründete Technikum Winterthur ist das älteste und grösste Technikum der Schweiz.
- Die HWV, 1968 vom KV Zürich gegründet, war die erste Höhere Wirtschafts- und Verwaltungsschule der Schweiz. 1996 zog sie von Zürich nach Winterthur ins Handelshaus Volkart.
- Die Genossenschaft Dolmetscherschule Zürich entstand 1967 aus einer Privatschule, deren Anfänge ins Jahr 1946 zurückreichen. Im Frühjahr 2005 zog die ehemalige DOZ von ihrem Standort in Zürich Oerlikon nach Winterthur in die Liegenschaft Mäander an der Theaterstrasse 15c um.

## Departemente
Die ZHAW umfasst acht Departemente. In Winterthur befinden sich: Architektur, Gestaltung und Bauingenieurwesen; Gesundheit; Angewandte Linguistik; School of Engineering; und School of Management and Law (alles ehemalige Departemente der ZHW). In Zürich befinden sich: Angewandte Psychologie (ehemals HAP) und Soziale Arbeit (ehemals HSSAZ). In Wädenswil befindet sich: Life Sciences und Facility Management (ehemals HSW).
Zusammen bieten sie 34 Bachelor- und 20 konsekutive Masterstudiengänge an.
| Studierende an der ZHAW (Stand 2024)          | Studierende an der ZHAW (Stand 2024)          | Studierende an der ZHAW (Stand 2024) | Studierende an der ZHAW (Stand 2024) | Studierende an der ZHAW (Stand 2024) |
| --------------------------------------------- | --------------------------------------------- | ------------------------------------ | ------------------------------------ | ------------------------------------ |
|                                               |                                               |                                      |                                      |                                      |
| Departement                                   | Departement                                   |                                      | Studierende (Bachelor und Master)    | Studierende (Bachelor und Master)    |
| Architektur, Gestaltung und Bauingenieurwesen | Architektur, Gestaltung und Bauingenieurwesen |                                      | 375                                  | 375                                  |
| Gesundheit                                    | Gesundheit                                    |                                      | 2'211                                | 2'211                                |
| Angewandte Linguistik                         | Angewandte Linguistik                         |                                      | 889                                  | 889                                  |
| Life Sciences und Facility Management         | Life Sciences und Facility Management         |                                      | 1'711                                | 1'711                                |
| Angewandte Psychologie                        | Angewandte Psychologie                        |                                      | 862                                  | 862                                  |
| Soziale Arbeit                                | Soziale Arbeit                                |                                      | 981                                  | 981                                  |
| School of Engineering                         | School of Engineering                         |                                      | 2'350                                | 2'350                                |
| School of Management and Law                  | School of Management and Law                  |                                      | 5'240                                | 5'240                                |
| Total                                         | Total                                         |                                      | 14'619                               | 14'619                               |
| Quelle: ZHAW Jahresbericht 2024               |                                               |                                      |                                      |                                      |

### Angewandte Linguistik

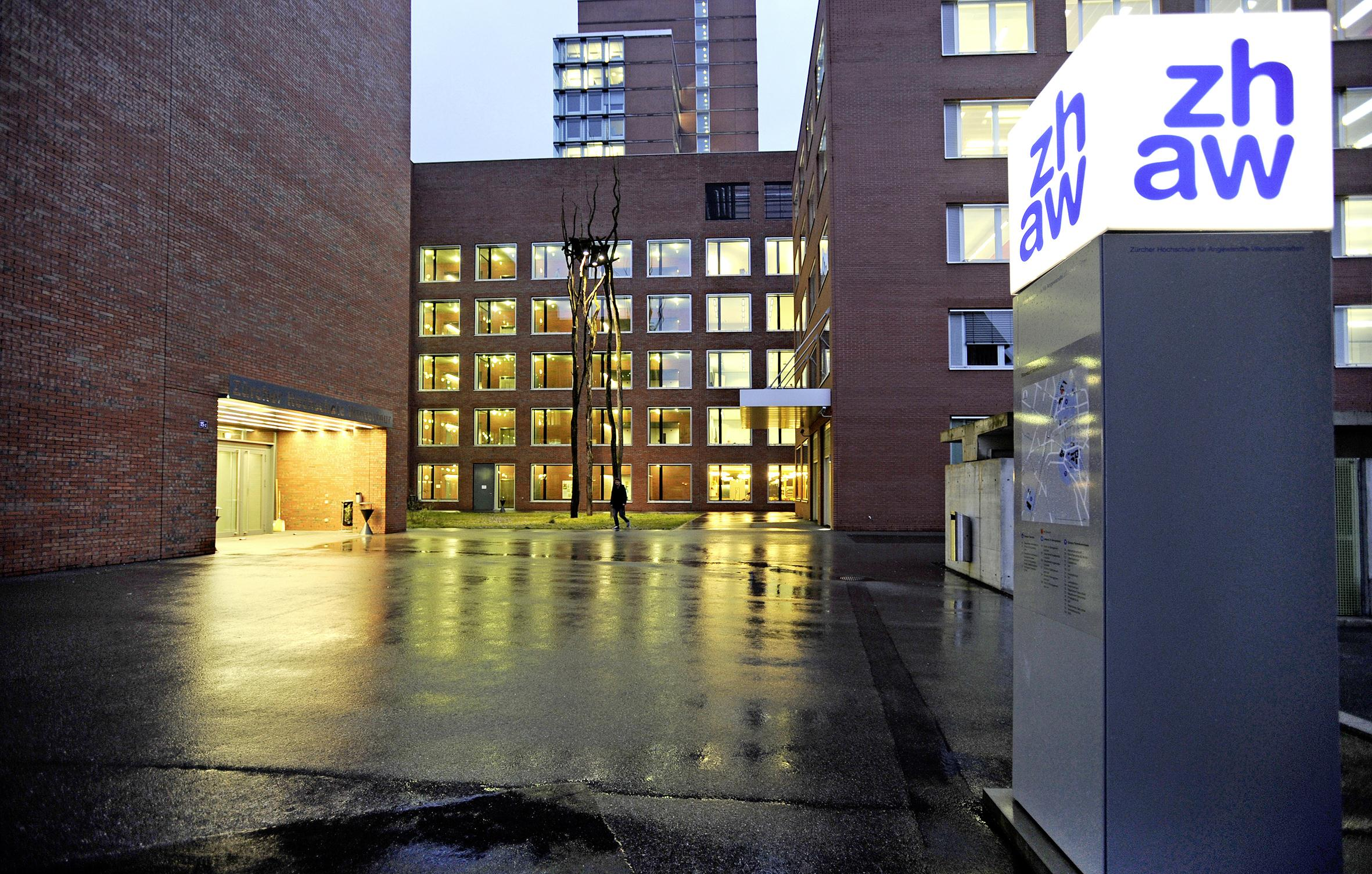
Der Campus des Departements Angewandte Linguistik

Das Departement Angewandte Linguistik ist das einzige linguistische Fachdepartement an einer Schweizer Fachhochschule und eines der grössten in Europa. Es befasst sich mit zentralen Fragen aus den Bereichen Sprache, Kommunikation und Medien mit dem Ziel, die Angewandte Linguistik für Wirtschaft und Gesellschaft nutzbar zu machen. In den Bachelor-Studiengängen des Departements bereiten sich die Studierenden vor auf Berufstätigkeit in den wichtigsten Feldern der Sprach- und Kommunikationswirtschaft: Kommunikation und Medien, Mehrsprachige Kommunikation und Sprachliche Integration. Auf Masterstufe erwerben sie Führungskompetenz für diese Handlungsfelder und prägen individuelle, international ausgerichtete Kompetenzprofile aus – in Organisationskommunikation, Fachübersetzen und Konferenzdolmetschen.
Seine Wurzeln hat das Departement Angewandte Linguistik in der Dolmetscherschule Zürich (DOZ), die im Jahr 2000 Teil der Zürcher Hochschule Winterthur (ZHW) wurde. Die DOZ findet im IUED Institut für Übersetzen und Dolmetschen ihre direkte Weiterführung. Ebenfalls 2000 wurde am Departement Angewandte Linguistik das IAM Institut für Angewandte Medienwissenschaft gegründet. 2019 erreichte das Departement Angewandte Linguistik mit der Gründung des ILC Institute of Language Competence (mit Vorläufern im TWI) seine heutige Struktur.
Seit 2017 betreibt das Departement das Korpus Swiss-AL, die grösste viersprachige Textdatenbank der öffentlichen Diskurse in der Schweiz. Swiss-AL ermöglicht grossflächige und zeitraumübergreifende Analysen der Sprach- und Diskursentwicklung in allen Sprachregionen des Landes.

### Angewandte Psychologie
Das Institut für Angewandte Psychologie (IAP) hat die Verbreitung und Nutzbarmachung der Angewandten Psychologie in der Schweiz massgeblich geprägt.
Das IAP wurde 1923 gegründet. Das seit 1937 bestehende und von Hans Biäsch gegründete Seminar für Angewandte Psychologie wurde 1999 als Hochschule für Angewandte Psychologie Zürich (HAP) eine Teilschule der Zürcher Fachhochschule (ZFH). 2007 wurde die HAP ein Departement der ZHAW.
Das IAP ist und war dem Anspruch verpflichtet, konkrete Lösungen für die Herausforderungen der Praxis aufgrund wissenschaftlich fundierter Psychologie aufzuzeigen und zu begleiten. Das IAP arbeitet für private Unternehmen und öffentliche Organisationen, Gruppen, Familien sowie für Einzelpersonen. Das IAP ist zuständig für die Leistungsbereiche Weiterbildung und Dienstleistungen des Departementes.
Das Psychologische Institut (PI) ist zuständig für Forschung und Studium. Es werden ein Bachelor- und ein Masterstudiengang Angewandte Psychologie angeboten. Mit den Universitäten Basel und Zürich besteht ein kooperatives Doktoratsprogramm.

### Architektur, Gestaltung und Bauingenieurwesen

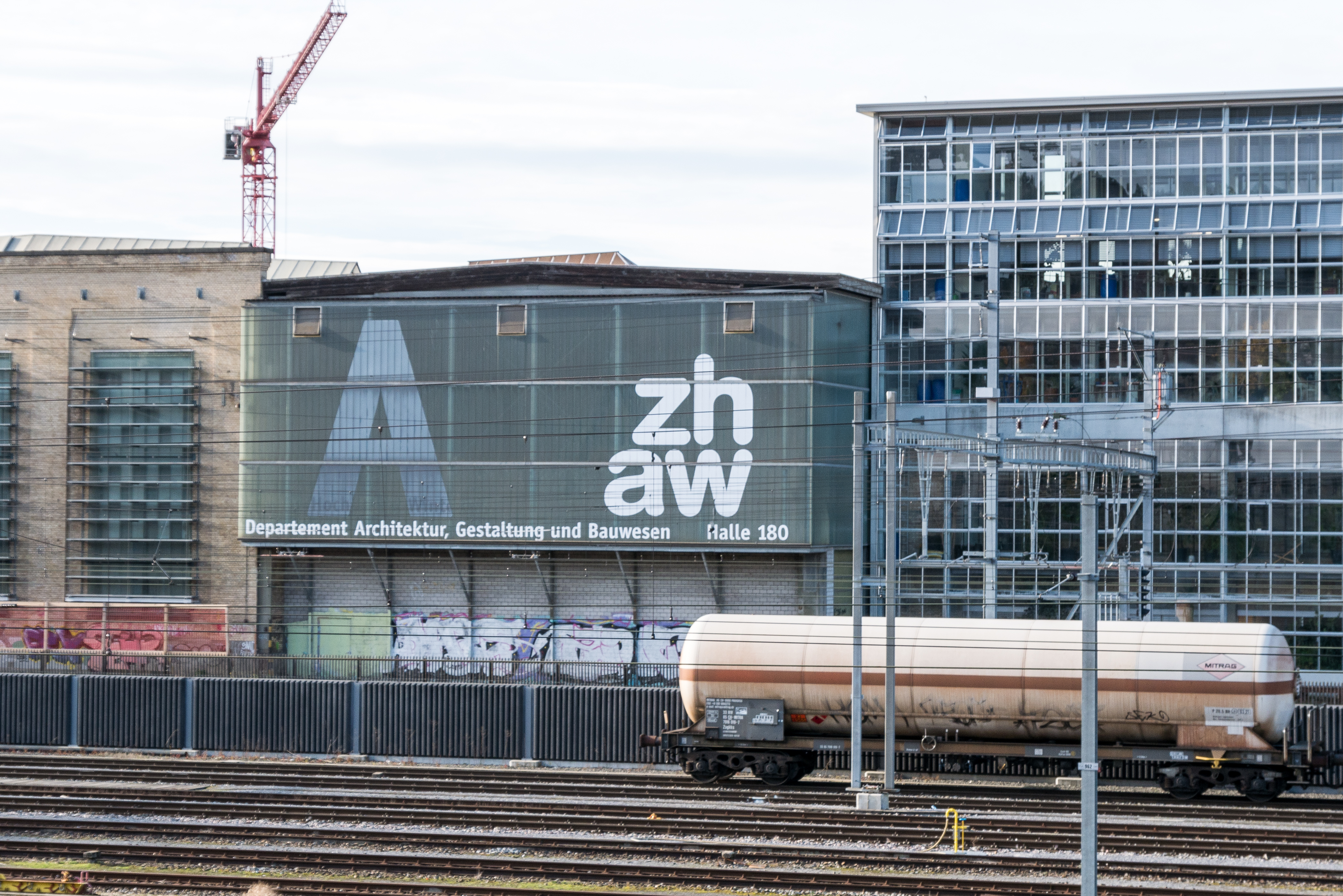
ZHAW Architektur... Halle 180

Im Bereich Architektur werden ein Bachelor- und ein Masterstudiengang Architektur angeboten. Im Bereich Bauingenieurwesen werden ein Bachelorstudiengang Bauingenieurwesen sowie der von den Schweizer Fachhochschulen gemeinsam entwickelte Master of Science in Engineering (MSE) angeboten.
Das Technikum Winterthur wurde 1874 als erstes Technikum der Schweiz in Winterthur gegründet. Am Technikum gab es u. a. ab 1874 eine Schule für Bautechniker und ab 1914 eine Schule für Tiefbautechniker. Ab 1964 lautete der offizielle Name Technikum Winterthur (Ingenieurschule) (TWI). 1991 wurde die Architekturhalle in der ehemaligen Kesselschmiede bezogen. 1998 schloss sich die TWI mit der HWV und der DOZ zusammen zur Zürcher Hochschule Winterthur (ZHW). Deren Departement A Architektur, Gestaltung und Bauingenieurwesen wurde 2007 in die ZHAW überführt. Die ZHAW hat insgesamt drei Standorte, die sich im Kanton Zürich befinden. Diese sind in Zürich, Winterthur und Wädenswil.

### Gesundheit

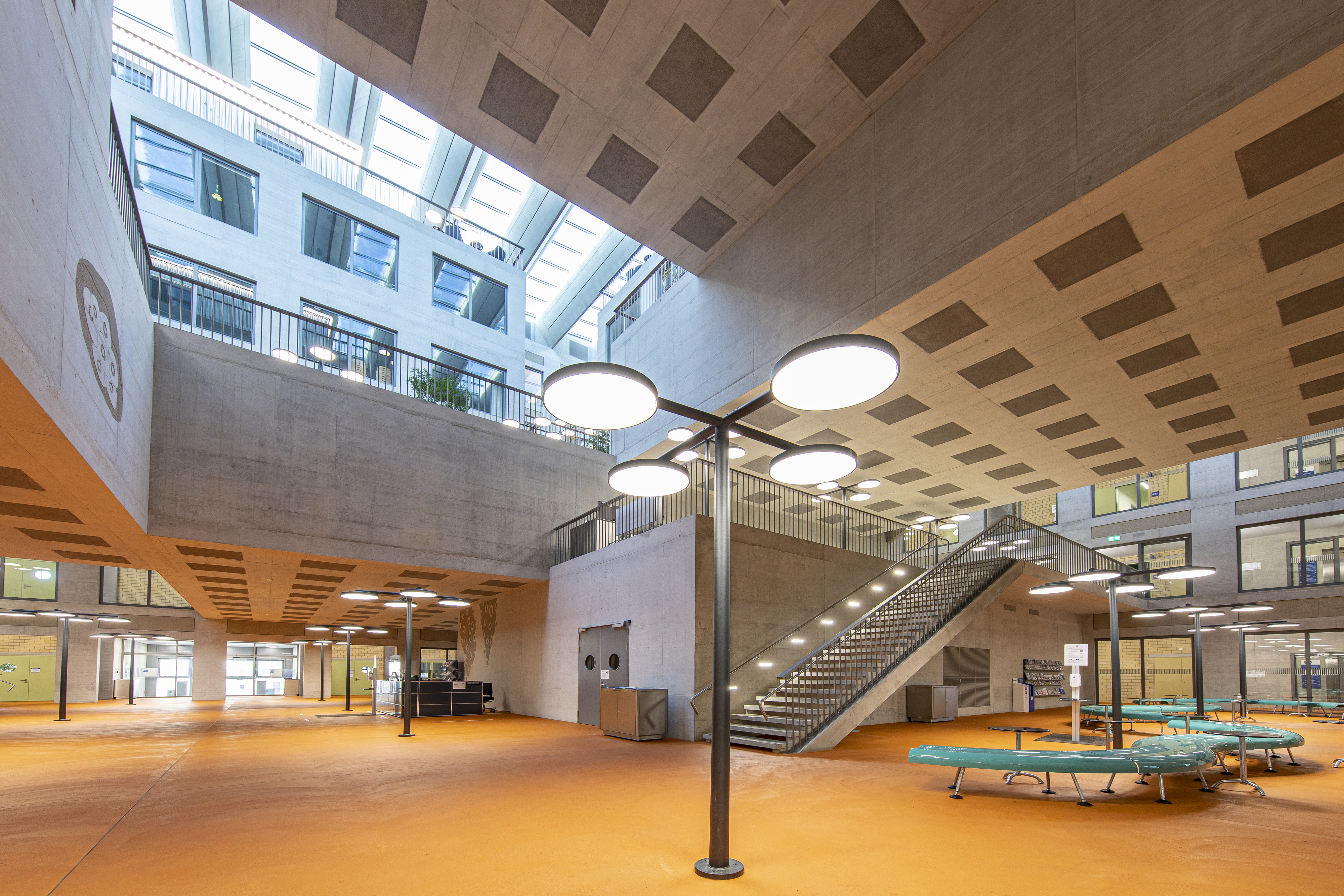
Campus ZHAW Departement Gesundheit (Foto: Armin Rechberger)

Das Departement Gesundheit ist eines der grössten und renommiertesten Zentren in der Schweiz für die Aus- und Weiterbildung in den Gesundheitsberufen Ergotherapie, Gesundheitsförderung und Prävention, Hebamme, Pflege und Physiotherapie sowie für die Forschung in diesen Berufsfeldern.
Es werden die fünf Bachelorstudiengänge Ergotherapie, Gesundheitsförderung und Prävention (auch berufsbegleitend), Hebamme, Pflege (auch berufsbegleitend) und Physiotherapie sowie die vier Masterstudiengänge Ergotherapie, Hebamme, Pflege und Physiotherapie angeboten. Seit 2018 gibt es zudem das Doktoratsprogramm "Care and Rehabilitation Sciences", das zusammen mit der Universität Zürich (UZH) durchgeführt wird und sich u. a. an Studierende in den Bereichen Ergotherapie, Hebammen, Pflege und Physiotherapie richtet.
Das Departement Gesundheit wurde 2006 als fünftes Departement der Zürcher Hochschule Winterthur gegründet und 2007 in die ZHAW überführt. 2008 wurde der Neubau Eulachpassage bezogen. Zu Beginn des Herbstsemesters 2020 zog das Departement in den Neubau Haus Adeline Favre im Winterthurer Sulzer-Areal.

### Life Sciences und Facility Management
Das Departement Life Sciences und Facility Management befindet sich in Wädenswil auf dem Campus Grüental und dem Campus Reidbach. Hier wird in den Bereichen Umwelt, Ernährung, Gesundheit und Gesellschaft gelehrt und geforscht. Die Hochschule ist in Wädenswil der grösste Arbeitgeber.
Gegründet wurde die Schule im Jahr 1942 als Schweizerische Fachschule für Obstverwertung Wädenswil durch den Schweizerischen Obstverband. 1950 wurde sie aufgrund der Angliederung der Richtung Weinfach umbenannt in Schweizerische Obst- und Weinfachschule (SOW). 1975 mutierte sie zur Höheren Technischen Lehranstalt (HTL) und nannte sich Ingenieurschule Wädenswil (ISW), später Hochschule Wädenswil (HSW). 1998 wurde die HSW eine Teilschule der Zürcher Fachhochschule (ZFH) und 2007 ein Departement der ZHAW.
Mittlerweile werden die sieben Bachelorstudiengänge Biotechnologie, Chemie, Lebensmitteltechnologie, Facility Management, Biomedizinische Labordiagnostik, Applied Digital Life Sciences und Umweltingenieurwesen sowie die vier konsekutiven Masterstudiengänge Real Estate & Facility Management, Life Sciences, Preneurship for Regenerative Food Systems sowie Umwelt und Natürliche Ressourcen angeboten.

### School of Engineering
An der School of Engineering wird in den Bereichen Energie, Mobilität, Information und Gesundheit gelehrt und geforscht.

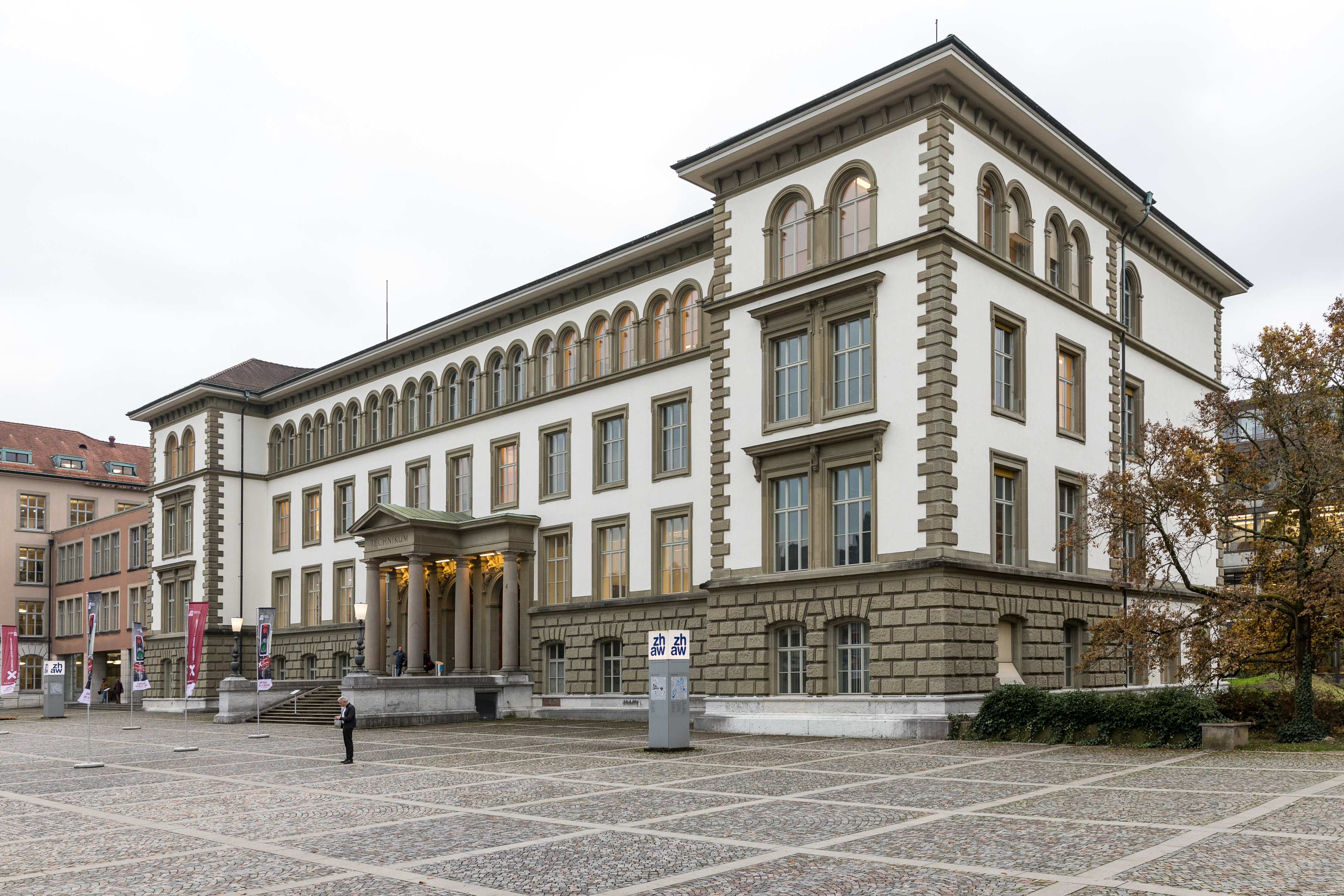
Technikum Winterthur, Altbau

Im Jahr 1874 wurde in Winterthur das erste Technikum der Schweiz als Technikum Winterthur gegründet. Am Technikum gab es u. a. ab 1874 eine Schule für Maschinentechniker, ab 1875 eine Schule für Chemiker, ab 1886 eine Schule für Elektrotechniker, ab 1895 eine Schule für Feinmechaniker und ab 1900 eine Schule für Eisenbahnbeamte. Ab 1964 lautete der offizielle Name Technikum Winterthur (Ingenieurschule) (TWI). 1998 schloss sich die TWI mit der HWV und der DOZ zusammen zur Zürcher Hochschule Winterthur (ZHW). Deren Departement T Technik, Informatik und Naturwissenschaften wurde 2007 das Departement School of Engineering der ZHAW. Der Bereich Chemie wurde dabei nach Wädenswil, ans Departement Life Sciences und Facility Management, verlegt.
Es werden die Bachelorstudiengänge Aviatik, Elektrotechnik, Energie- und Umwelttechnik, Informatik, Medizininformatik, Data Science, Maschinentechnik, Systemtechnik, Verkehrssysteme und Wirtschaftsingenieurwesen angeboten. Als Masterstudiengang wird der von den Schweizer Fachhochschulen gemeinsam entwickelte Master of Science in Engineering (MSE) angeboten.

### School of Management and Law

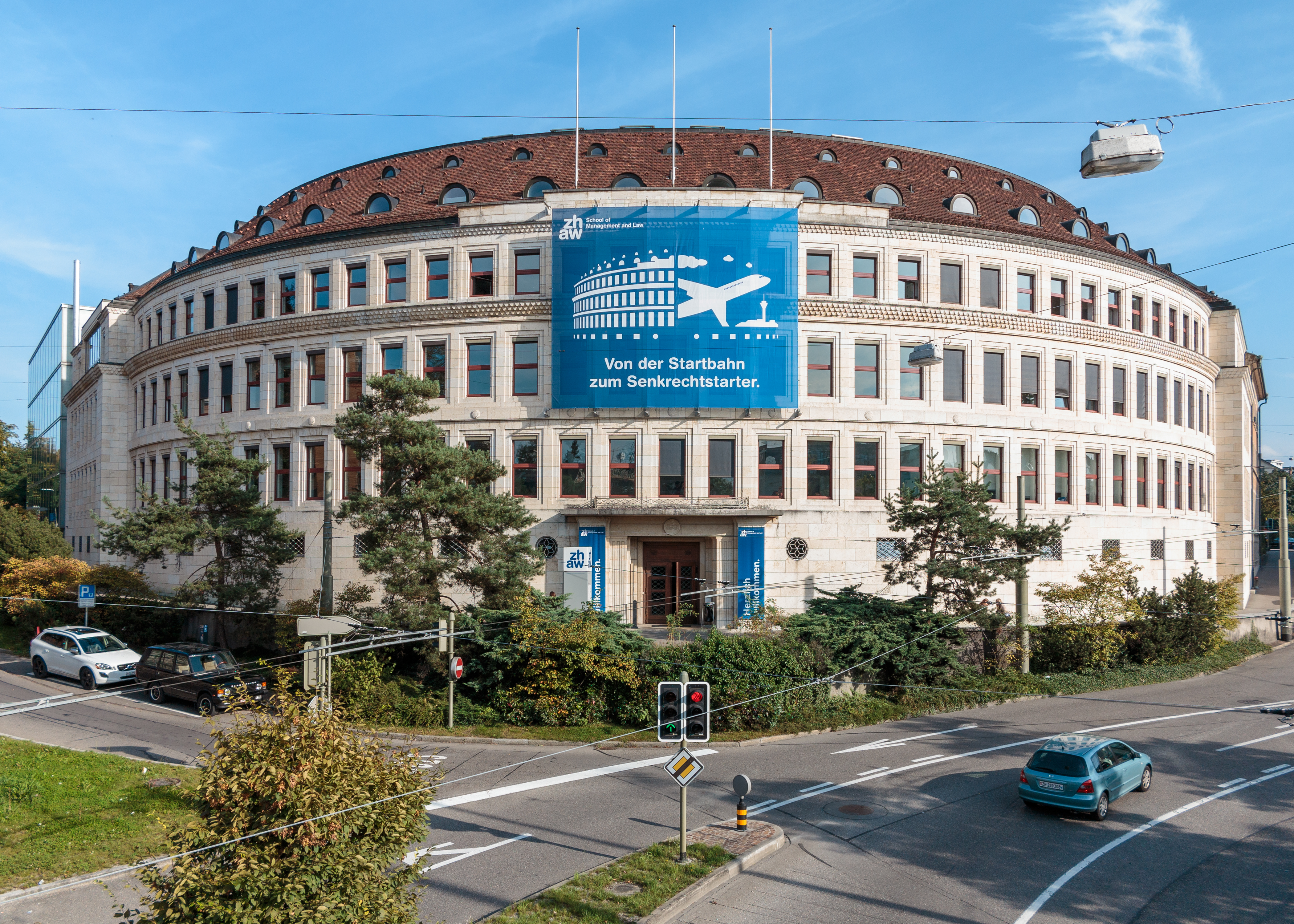
Winterthur ZHAW School of Management and Law, St. Georgen-Platz 2

An der School of Management and Law (SML) wird in den Bereichen Wirtschaft und Wirtschaftsrecht gelehrt und geforscht.
Die ZHAW School of Management and Law wurde 1968 unter dem Namen Höhere Wirtschafts- und Verwaltungsschule (HWV) als eines der ersten Lehrinstitute für Wirtschaft und Verwaltung gegründet. 1996 erfolgte der Umzug nach Winterthur und die Umbenennung in Zürcher Höhere Wirtschafts- und Verwaltungsschule (HWV) Winterthur. 1998 schloss sich die HWV mit dem Technikum Winterthur zusammen und wurde zum Departement W Wirtschaft und Management beziehungsweise zur School of Management der Zürcher Hochschule Winterthur (ZHW). 2007 wurde die School of Management ein Departement der neu gegründeten ZHAW. 2008 wurde das Departement in School of Management and Law umbenannt. Aufgrund der Akkreditierung durch AACSB International konnte 2016 eine lokale Gruppe der International Honor Society Beta Gamma Sigma installiert werden.
Es werden die Bachelorstudiengänge Betriebsökonomie, International Management, Wirtschaftsinformatik und Wirtschaftsrecht sowie die Masterstudiengänge Accounting and Controlling, Banking and Finance, Business Administration, International Business, Management and Law und Wirtschaftsinformatik angeboten. Die besten Studierenden können in die International Honor Society Beta Gamma Sigma eingeladen werden.

### Soziale Arbeit
Mit seinen vier Instituten und dem Zentrum Lehre gehört das Departement Soziale Arbeit mittlerweile zu den führenden Schweizer Bildungs- und Forschungsinstitutionen in Sozialer Arbeit. Themenschwerpunkte sind «Kindheit, Jugend und Familie», «Delinquenz und Kriminalprävention», «Vielfalt und gesellschaftliche Teilhabe» sowie «Sozialmanagement». Das Departement bietet neben dem generalistischen Studiengang in Sozialer Arbeit praxisrelevante und wissenschaftlich fundierte Weiterbildungen, anwendungsorientierte Forschung und massgeschneiderte Dienstleistung und Beratung an. (Siehe auch: Zürcher Schule.) Seit 2014 ist der Standort des Departements der Hochschulcampus im Toni-Areal in Zürich-West.
Im Jahr 1908 führten Mentona Moser und Maria Fierz in Zürich die ersten «Kurse zur Einführung in weibliche Hilfstätigkeit» durch. Diese sogenannten Fürsorgekurse wurden 1920 zur Sozialen Frauenschule Zürich (SFZ) ausgebaut. 1949 entstand daraus die Schule für Soziale Arbeit Zürich (SSAZ). 1998 wurde die Schule unter dem Namen Hochschule für Soziale Arbeit Zürich (HSSAZ) Teil der Zürcher Fachhochschule (ZFH). Seit 2007 gehört die ehemalige HSSAZ als Departement Soziale Arbeit zur ZHAW Zürcher Hochschule für Angewandte Wissenschaften.

## Partnerhochschulen (Auswahl)
- The University of Melbourne (Australien)
- Curtin University (Australien)
- Ghent University (Belgien)
- University of São Paulo (Brasilien)
- Diego Portales University (Chile)
- Peking University HSBC Business School (China)
- University of Southern Denmark (Dänemark)
- Friedrich-Alexander-Universität Erlangen-Nürnberg (Deutschland)
- Hochschule München (Deutschland)
- University of Tartu (Estland)
- Tampere University of Applied Sciences (Finnland)
- École nationale des ponts et chaussées (Frankreich)
- Université Paris Sciences et Lettres (Frankreich)
- National and Kapodistrian University of Athens (Griechenland)
- Christ University Bangalore (Indien)
- University College Cork (Irland)
- University of Akureyri (Island)
- Scuola Superiore Sant’Anna (Italien)
- Scuola Normale Superiore di Pisa (Italien)
- Akita International University (Japan)
- Sophia University (Japan)
- Université du Québec à Montréal (Kanada)
- University of Toronto (Kanada)
- EAFIT University (Kolumbien)
- University of Zagreb (Kroatien)
- Universiti Teknologi MARA (Malaysia)
- Instituto Tecnológico y de Estudios Superiores de Monterrey (Mexiko)
- Instituto Politécnico Nacional (Mexiko)
- Auckland University of Technology (Neuseeland)
- Hanze University of Applied Sciences (Niederlande)
- Maastricht University (Niederlande)
- Norwegian University of Science and Technology (Norwegen)
- FH Campus Wien (Österreich)
- Technische Universität Wien (Österreich)
- Universidad Peruana de Ciencias Aplicadas (Peru)
- Opole University of Technology (Polen)
- Politécnico de Setúbal (Portugal)
- University POLITEHNICA of Bucharest (Rumänien)
- Linköping University (Schweden)
- Nanyang Technological University (Singapur)
- Universidad Politécnica de Madrid (Spanien)
- Autonomous University of Barcelona (Spanien)
- University of Cape Town (Südafrika)
- Sungkyunkwan University (Südkorea)
- Hanyang University (Südkorea)
- National Sun Yat-sen University (Taiwan)
- Mahidol University International College (Thailand)
- Charles University (Tschechien)
- Istanbul Technical University (Türkei)
- Budapest University of Technology and Economics (Ungarn)
- University of California, San Diego (USA)
- Northeastern University (USA)
- King’s College London (Vereinigtes Königreich)
- University of Birmingham (Vereinigtes Königreich)

## Persönlichkeiten

### Professoren und Mitarbeitende
- Alfred Angerer (* 1974), Professor für Gesundheitsökonomie
- Alberto Dell’Antonio (* 1962), Architekt und Professor für Gestaltung und Bauingenieurwesen
- Friedrich Autenheimer (1821–1895), Gründer und erster Direktor des Technikums 1874–1881
- Fritz Bernhard (1895–1966), Professor für Freihandzeichnen, Modellieren und Architekturmodellbau
- Wolfgang Beuschel (* 1954), Schauspieler und Regisseur
- Max Bosshard (* 1949), Architekt
- Roland Büchi (* 1969), Elektroingenieur
- Louis Calame (1863–1931), Künstler und Dozent am Technikum 1897–1928
- Erich Calame (1900–1977), Künstler und Professor für Elektrotechnik ab 1929
- Pasquale Cirillo (* 1981), Professor für Data Science
- Giovanni Danielli (* 1954), Geograph und Raumplaner
- Albert Einstein (1879–1955), Physiker
- Pablo Horváth (* 1962), Architekt und Professor für Gestaltung und Bauingenieurwesen
- Tibor Joanelly (* 1967), Architekt, Architekturkritiker, Publizist, Dozent für Architekturtheorie seit 2007
- Thomas Keller (* 1967), Professor für Wirtschaftsinformatik
- Stefan Kurath (* 1976), Architekt und Professor für Architektur und Städtebau
- Christoph Luchsinger (1954–2019), Architekt
- Hans-Jakob Mosimann (* 1956), Rechtswissenschafter
- August Müller-Bertossa (1845–1908), Professor für Maschinenbau und Direktor des Technikums 1900–1908
- Werner Obrecht (* 1942), Professor für Soziologie, Philosophie und Sozialarbeitswissenschaft
- Paul Ostertag (1864–1938), Professor für Maschinenbau
- Daniel Perrin (* 1961), Professor für Medienlinguistik
- Christoph Schläppi (* 19), Architekturhistoriker und Professor für Gestaltung und Bauingenieurwesen
- Mathias Schüz (* 1956), Philosoph und Management-Dozent
- Max Schweizer (* 1950), Schweizer Diplomat
- Anton Seder (1850–1916), Maler und Kunstgewerbler
- Thilo Stadelmann (* 1980), Informatiker und Professor für künstliche Intelligenz und maschinelles Lernen
- Silvia Staub-Bernasconi (* 1936), Sozialarbeiterin und Sozialarbeitswissenschaftlerin
- Christoph Steinebach (* 1959), Professor für Angewandte Entwicklungspsychologie
- Martin Tschanz (* 1965), Architekt und Professor für Gestaltung und Bauingenieurwesen
- Meritxell Vaquer i Fernàndez (* 1971), Architektin und Dozentin
- Rainer Weitschies (* 1965), Architekt und Dozent für konstruktives Entwerfen (2018–2019)
- Richard Wolff (* 1957), Geograph, Stadtsoziologe und Politiker
- Vinzenz Wyss (* 1965), Professor für Journalistik
- Roland Züger (* 1975), Architekt und Professor für Urban Landscape

### Alumni
- August Albrecht (1907–1988), Elektroingenieur und Politiker
- Fedor Altherr (1896–1980), Architekt
- Jakob Brunnschweiler (* 1950), Bauingenieur und Politiker
- Charles Eugene Lancelot Brown (1863–1924), Maschinenkonstrukteur
- Sidney Brown (1865–1941), Maschinenkonstrukteur und Kunstsammler
- Richard Calini (1882–1943), Architekt und Politiker
- Richard Coray (1869–1946), Zimmermeister und Gerüstbauer
- Johann Othmar Doebeli (1874–1922), Maler
- Henri Fierz (1897–1972), Flugzeugkonstrukteur und Unternehmer
- Karin Keller-Sutter (* 1963), Bundesrätin
- Adolf Kellermüller (1895–1981), Architekt
- Stefan Kurath (* 1976), Architekt und Urbanist
- Albert Maurer (1889–1935), Architekt
- Adrian Meyer (* 1942), Architekt
- Eric Nussbaumer (* 1960), Elektroingenieur und Politiker
- Beat Ringger (* 1955), Elektrotechniker und Autor
- Karl Spinnler (1875–1936), Ingenieur und Politiker
- Lukas Studer (* 1977), Sportreporter und TV-Moderator
- Karl Paul Täuber (1867–1948), Feinmechaniker und Elektrotechniker
- Paul Thiersch (1879–1928), Architekt
- Emil Zopfi (* 1943), Elektrotechniker und Schriftsteller